# Bandiera della Repubblica Socialista Sovietica Ucraina
La bandiera della Repubblica Socialista Sovietica Ucraina fu adottata il 21 novembre 1949.
Prima di questa, la bandiera era rossa con il simbolo della falce e martello dorato sotto la scritta in alfabeto cirillico УРСР (abbreviazione di Українська Радянська Соціалістична Республіка, Ukraïns'ka Radjans'ka Socialistyčna Respublika) in alto a sinistra.
Tra il 1937 e l'adozione della sopradetta bandiera, negli anni quaranta, la bandiera era uguale, ma la falce e martello erano più piccoli ed erano sopra i caratteri cirillici.
Negli anni trenta la bandiera era rossa con le cifre cirilliche УССР (USSR) con il bordo dorato, cosa che non era esistita dal 1919.

Bandiera della RSS Ucraina (1919-1929)
Bandiera della RSS Ucraina (1929-1937)
Bandiera della RSS Ucraina (1937-1950)
Bandiera della RSS Ucraina (1950-1991)
Bandiera della RSS Ucraina/Ucraina (1991-1992)